# Live at Fillmore Auditorium
Live at Fillmore Auditorium è un album live del musicista rock and roll statunitense Chuck Berry, pubblicato nel settembre del 1967 su etichetta Mercury Records.

## Il disco
Berry si avvale del gruppo musicale "Steve Miller Blues Band", che in quel momento voleva acquisire maggior visibilità con il nome di Steve Miller Band. L'album venne poi ristampato in CD dalla Rebound Records, con l'aggiunta di tre nuove tracce, Good Morning Little Schoolgirl, Reelin' and Rockin e My Ding-a-Ling. Erroneamente indicate come bonus track, Feelin' It e It Hurts Me Too erano invece dei singoli. Nel CD manca Wee Baby Blues, contenuta invece nell'LP. Un precedente CD, ristampato dalla Mercury, comprende anche Bring Another Drink e Worried Life Blues.

## Tracce
- Tutti i brani sono opera di Chuck Berry, tranne dove diversamente indicato:

1. Medley: Rockin' at the Fillmore/Every Day I Have the Blues (Memphis Slim) - 8:36
2. C.C. Rider (Ma Rainey, Lena Arantt) - 4:14
3. Driftin' Blues (Charles Brown, Eddie Williams) - 3:56
4. Feelin' It - 4:01
5. Flying Home (Benny Goodman, Lionel Hampton, Sydney Robin) - 2:44
6. (I'm Your) Hoochie Coochie Man (Willie Dixon) - 5:54
7. It Hurts Me Too - 4:47
8. Good Morning Little Schoolgirl (Sonny Boy Williamson I) - 2:50
9. Fillmore Blues - 3:29
10. Wee Baby Blues - 4:06
11. Bring Another Drink - 2:22
12. Worried Life Blues - 3:47
13. Reelin' and Rockin - 5:57
14. My Ding-a-Ling - 4:36
15. Johnny B. Goode - 3:14

## Formazione
- Chuck Berry - chitarra, voce
- Tim Davis - percussioni
- Steve Miller - chitarra, armonica, voce
- Jim Peterman - tastiere
- Lonnie Turner - basso